# Dałachaj (rejon zakamieński)
Dałachaj (ros. Далахай) – wieś (ułus) w Rosji, w Buriacji, w rejonie zakamieńskim. W 2010 liczyła 427 mieszkańców.